# Mather (comté de Sacramento, Californie)
Pour les articles homonymes, voir Mather.
Mather est une census-designated place du comté de Sacramento, dans l'État de Californie, aux États-Unis,. En 2020, elle compte une population de 4 698 habitants.